# Сподня Вижинга
Сподня Вижинга (словен. Spodnja Vižinga) — поселення в общині Радлє-об-Драві, Регіон Корошка, Словенія. Висота над рівнем моря: 337,5 м.